# Erdmannhausen
Erdmannhausen es un municipio alemán perteneciente al distrito de Luisburgo de Baden-Wurtemberg.

## Localización
Se ubica unos 10 km al noreste de la capital distrital Luisburgo.

## Historia
Se conoce su existencia desde el año 816, cuando Ludovico Pío entregó la localidad al monasterio de Murrhardt. Los condes de Wurtemberg adquirieron poco a poco partes del lugar a lo largo del siglo XIV, hasta que en 1425 Erdmannhausen se integró completamente en Wurtemberg.

## Demografía
A 31 de diciembre de 2015 tiene 4871 habitantes.